# كين كيرسليك
كين كيرسليك (بالإنجليزية: Ken Kerslake)‏ هو فنان أمريكي، ولد في 8 مارس 1930 في ماونت فيرنون في الولايات المتحدة، وتوفي في 7 يناير 2007.